# Mayanalán
Mayanalán es una localidad del estado mexicano de Guerrero. Es parte del municipio de Tepecoacuilco de Trujano.

## Toponimia
El nombre «Mayanalán» proviene de los términos en náhuatl: mayanani, hambre; tlan, locativo. Su significado es «lugar de hambruna».

## Demografía
| Gráfica de evolución demográfica |
|                                  |

| Censo | Población |
| ----- | --------- |
| 1900  | 1 138     |
| 1910  | 1 211     |
| 1921  | 1 027     |
| 1930  | 1 148     |
| 1940  | 1 181     |
| 1950  | 1 277     |
| 1960  | 1 546     |
| 1970  | 2 691     |
| 1980  | 3 566     |
| 1990  | 3 296     |
| 2000  | 2 993     |
| 2010  | 2 898     |
| 2020  | 2 755     |